# Urbanismo feminista
El urbanismo feminista es una teoría y un movimiento social sobre el impacto del ambiente construido sobre las mujeres. La teoría tiene como objetivo comprender qué significa ser mujer en un espacio urbano y qué luchas y oportunidades encuentran las mujeres en estos entornos. Las defensoras del urbanismo feminista presentan una perspectiva crítica de los sistemas patriarcales y capitalistas que han dado forma y siguen dando forma a la arquitectura y la planificación urbana, al mismo tiempo que tienen un impacto negativo en la vida de las mujeres. El urbanismo feminista también se refiere a las formas, tanto positivas como negativas, en las que el entorno construido influye en las relaciones, libertades, oportunidades, movilidad y actividades diarias de las mujeres. A medida que los entornos urbanos continúan creciendo a nivel mundial, el urbanismo feminista argumenta que es necesario comprender las formas en que los sistemas culturales, políticos y económicos han limitado y oprimido a las mujeres para crear un futuro entorno construido que sea más equitativo, inclusivo, sostenible y agradable para todas las personas. La Teoría del Urbanismo Feminista aborda la vida en entornos urbanos desde el punto de vista de los recursos comunes o compartidos, la vivienda, el espacio público, la movilidad, la seguridad, la sostenibilidad y el diseño.

## Historia de la mujer en entornos urbanos

### Trabajo de cuidados yroles de género
El trabajo de cuidados en el contexto de los entornos domésticos, tal como lo define Silvia Federici

es una forma de opresión económica de género y una explotación sobre la que descansa todo el capitalismo.

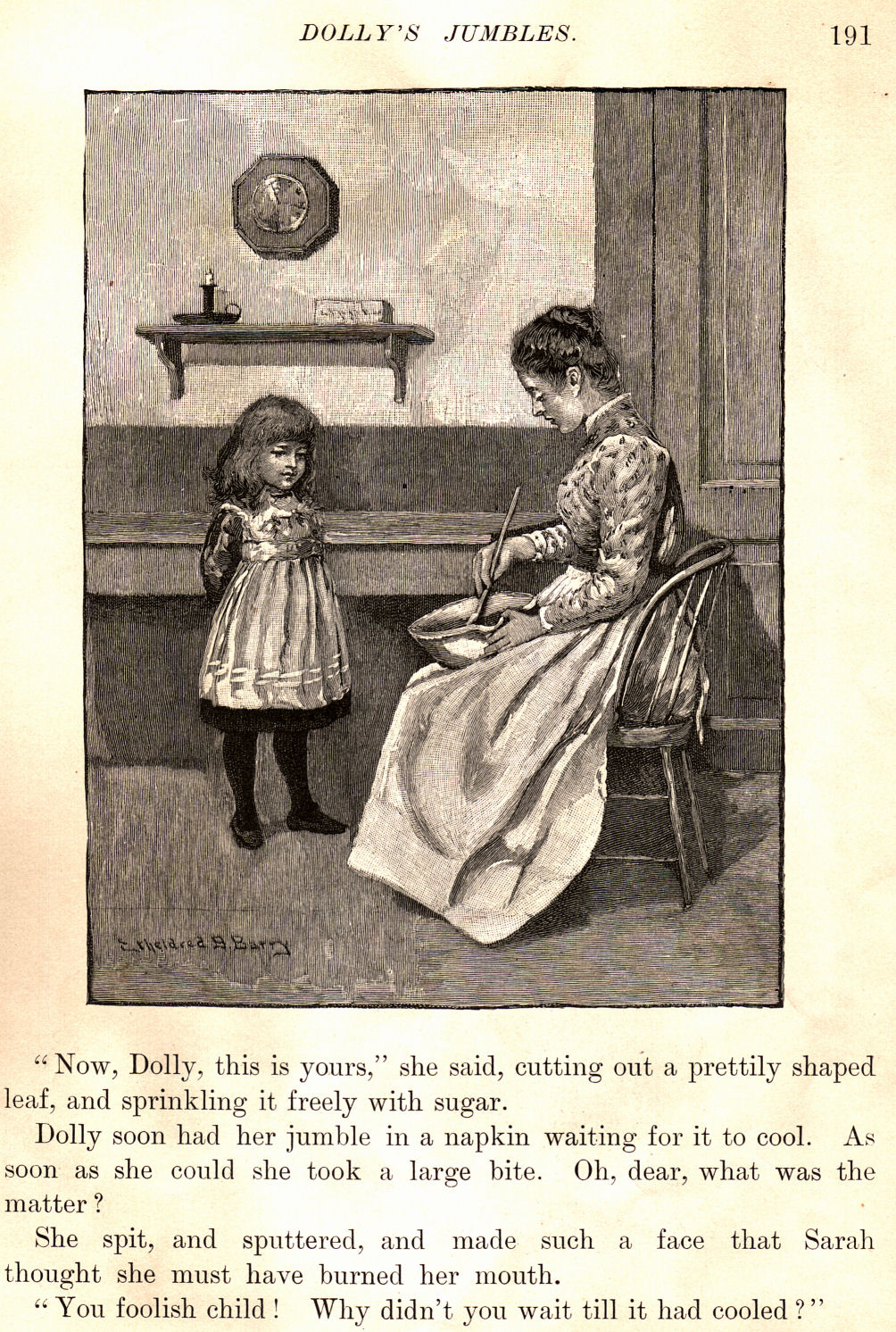
cuidado de niños 1800

Históricamente, las responsabilidades del trabajo doméstico y reproductivo han recaído exponencialmente sobre las mujeres. Esta distribución injusta y desigual de las responsabilidades ha impedido que las mujeres persigan objetivos y libertades fuera de la vida doméstica .
Desde la Edad de Piedra hasta las sociedades preindustriales, las mujeres eran responsables del cuidado de los niños y otras actividades domésticas como la agricultura, la cocina, la limpieza y la confección de ropa, mientras que los hombres se dedicaban a la caza y la construcción. Estas divisiones provenían de aspectos biológicos que hacían a los niños más dependientes de las mujeres mientras que los hombres tenían composiciones físicas más fuertes que hacían que otras actividades fueran menos riesgosas para ellos. A medida que las civilizaciones nómadas comenzaron a asentarse, los desarrollos tecnológicos guiaron a las comunidades hacia sistemas más complejos de relaciones, economía y organización política, así como a una mayor diversificación de las necesidades de servicios y sectores laborales. Dado que las mujeres eran las que podían dar a luz y amamantar, el cuidado de los niños seguía estando desproporcionadamente a cargo de las mujeres, mientras que los hombres se liberaban cada vez más de las responsabilidades reproductivas y del trabajo de cuidados. Con la Revolución Industrial, un rápido crecimiento de los asentamientos hizo más dramático el desequilibrio binario de género, lo que obligó a las mujeres a limitar su contribución a la sociedad a los límites de los entornos domésticos. Federici afirma que este encierro se hizo natural, como si la domesticidad fuera simplemente una condición y un deseo inherentes a las mujeres. Los períodos de esta transición y las estrategias de opresión varían de un país a otro, pero la división espacial entre centros residenciales y socioeconómicos y el empoderamiento desigual entre hombres y mujeres siguen siendo la raíz de entornos urbanos desiguales en todo el mundo.
El crecimiento económico y la estabilidad social de nuestras sociedades depende de las mujeres, ya que dan a luz y crían la fuerza laboral, así como también cuidan los entornos domésticos. Las mujeres realizan este tipo de trabajo sin recibir compensación alguna y se ven obligadas a renunciar a otras oportunidades económicas o profesionales. Estas limitaciones hacen que las mujeres dependan del dinero de los hombres, lo que tiene un efecto directo en sus libertades y agencia. Además, las familias no nucleares también sufren esta desigualdad, ya que las familias lideradas por una pareja femenina luchan por lograr la estabilidad económica con salarios más bajos que los hombres. Los hombres que forman una familia también luchan por criar una familia mientras equilibran las demandas laborales que se le imponen a este género. Las mujeres que se unen a la fuerza laboral luchan por cuidar a los niños y las tareas del hogar y, a menudo, delegan sus responsabilidades a mujeres de bajos ingresos por salarios bajos. En consecuencia, las mujeres que se dedican al cuidado infantil remunerado a menudo se ven obligadas a alejarse de sus propios hijos. A las mujeres que se incorporan a la fuerza laboral se las llama a menudo fracasos domésticos. Las mujeres profesionales también se ven obligadas a trabajar más duro para competir en una economía masculina, reciben salarios más bajos y, a veces, se sienten obligadas a sacrificar el matrimonio o la maternidad por la independencia y el crecimiento profesional. El fuerte desequilibrio del trabajo reproductivo y las responsabilidades domésticas entre géneros tiene consecuencias directas y destructivas para el desarrollo económico, la sostenibilidad ambiental, la democracia, la salud, el cuidado de los niños y el desarrollo justo de las ciudades. La politóloga Hannah Arendt afirmó que “la ciudad es una memoria organizada, y en la historia las mujeres son las olvidadas”. El género da forma a la forma en que las mujeres pueden moverse por la ciudad y las opciones que tienen disponibles. La forma en que se han construido las ciudades ha contribuido a reforzar los roles familiares, sociales y laborales patriarcales. La segregación geográfica, el desplazamiento, la discriminación y la pobreza han influido aún más en los procesos de urbanización y empeorado la calidad de vida de las mujeres. Sin embargo, es importante señalar que las mujeres son un grupo heterogéneo y las diferencias de raza, condición socioeconómica, educación, ingresos, orientación sexual, etnia, salud y otros factores afectan el grado y la forma en que los sistemas patriarcales afectan la vida de las mujeres. vidas y experiencias urbanas. Las mujeres indígenas y negras, por ejemplo, han sido acusadas de contribuir al crimen urbano por dar a luz niños pobres y sin educación. Este tipo de discriminación ha contribuido a que estas mujeres se vean más afectadas por procesos de gentrificación urbana, deterioro de barrios e incluso hayan sido sometidas a esterilizaciones forzadas. Históricamente, las ciudades también han ofrecido a las mujeres más libertad que las comunidades rurales. Las opciones disponibles para las mujeres son exponencialmente más altas en las ciudades debido a su inherente heterogeneidad demográfica, tamaño y enfoque impulsado por el mercado.

### Toma de Decisiones y Diseño del Espacio Urbano
Se dice que los entornos construidos reflejan los valores de las sociedades que los construyeron. Sin embargo, en las civilizaciones industriales y posindustriales, los entornos construidos suelen ser más una manifestación de los valores específicos de las personas que tienen el poder de construirlos. Jane Dark, geógrafa feminista, defendía que cualquier asentamiento es una inscripción en el espacio de las relaciones sociales en la sociedad que lo construyó, nuestras ciudades son patriarcados escritos en piedra, ladrillo, vidrio y hormigón. El entorno construido tiene un nivel de permanencia y durabilidad que, si se hace de manera conservadora, puede representar ideas que ya no están en línea con los valores y necesidades de las comunidades actuales. La mercantilización del espacio también puede dar lugar a un entorno construido que no reconoce, responde o respeta la influencia histórica, cultural y social de un lugar específico, por lo que los edificios juegan un papel importante en la normalización o promoción de la desigualdad. Los edificios y la infraestructura que definen nuestras ciudades tienen una influencia directa y significativa en la forma en que las personas viven sus vidas y las opciones que tienen disponibles. Las ciudades son diseñadas y planificadas por arquitectos, urbanistas, ingenieros y legisladores. Todos campos que históricamente han estado dominados por hombres. Así, las mujeres han carecido de representación y participación en la planificación del espacio urbano. Según el departamento de Mujeres en la Arquitectura de la AIA, en 1958 solo el 1% de los arquitectos registrados eran mujeres. En 1999, el número había aumentado al 13,5%. Hoy, solo el 17% de los arquitectos registrados son mujeres. Las mujeres en el campo continúan enfrentándose a desafíos como hacer que se escuchen sus voces, encontrar techos de cristal y ser excluidas de los puestos de liderazgo. La geógrafa social Liz Bondi argumenta que simplemente agregar mujeres a la profesión no necesariamente significa que los sistemas patriarcales están siendo desafiados. Las mujeres en los campos del diseño y la planificación aún pueden hacer cumplir los sistemas patriarcales, a menudo debido a la fuerza con la que están arraigados en nuestra cultura y educación profesional. Los sesgos en la investigación realizada por el campo también son generados por la "confiabilidad de las citas", donde los artículos en su mayoría están escritos e influenciados por una tipología estricta de hombres blancos de mediana edad. Además, la inclusión de mujeres en el campo y como usuarias imaginarias de entornos urbanos también ha sido desproporcionada según la raza, el estatus social y la orientación sexual. El urbanismo feminista establece que las ciudades se han diseñado a partir de una generalización de usuarios, un enfoque en el núcleo familiar y un concepto de diseño neutro. La arquitectura también se ha basado en el ideal de género como binario y ha apoyado los roles de género tradicionales que toman a los hombres como principales usuarios de la ciudad. Ambos conceptos son cada vez menos representativos de las realidades de las sociedades contemporáneas. Las principales suposiciones sobre los patrones de comportamiento y un enfoque en la planificación que toma como ciudadano urbano típico a un hombre blanco, heterosexual, sin discapacidad y de ingresos medios ha producido espacios que ignoran las necesidades de otros grupos. Las mujeres experimentan la ciudad con barreras físicas, económicas y sociales que son de género o no son adecuadas para su conjunto único de necesidades. Inés Sánchez de Madariaga argumenta que reconocer a las mujeres como individuos urbanos y comprender las diferencias clave en la forma en que experimentan la vida cotidiana en las ciudades (en comparación con los hombres) es un paso importante para lograr entornos urbanos justos y equitativos.

### Teoría
Las teorías del urbanismo feminista estudian las causas históricas y los impactos de la exclusión femenina de los entornos urbanos, la erudición urbana, el diseño y la toma de decisiones. Las teorías también presentan las diferentes formas en que los entornos urbanos plantean barreras para que las mujeres vivan vidas prósperas, independientes y equilibradas, al tiempo que reconocen las mayores oportunidades y libertades que las ciudades pueden brindarles a las mujeres. La teoría del urbanismo feminista se deriva de los ideales del feminismo .

### Los comunes
Es una teoría y un movimiento socioeconómico que se opone a los ideales capitalistas y patriarcales de propiedad y trabajo, a favor de una colaboración socialista entre las comunidades para cumplir con las responsabilidades del trabajo doméstico y del cuidado. Los bienes comunes en el contexto del urbanismo feminista se refieren a espacios compartidos y recursos compartidos. La agricultura urbana, los jardines comunitarios, las guarderías y las cocinas compartidas son algunos ejemplos de este tipo de espacios que permiten diferentes formas de cooperación y colaboración en las actividades básicas diarias. La teoría propone abrazar la cultura y los recursos locales, rechazando la universalización del espacio o la política, adaptándolos más bien a las necesidades de las diferentes comunidades. En Evicted, Matthew Desmond comparte cómo las comunidades de vecindarios en dificultades en Milwaukee se ayudaron entre sí con pagos, mandados y otras emergencias, más que las comunidades en vecindarios más ricos. Estos intercambios de favores elevaron la estabilidad de los miembros de la comunidad y crearon un ambiente mucho más solidario y “humano”. Sin embargo, Desmond señala que es menos probable que las comunidades que han experimentado trauma participen en acciones de colaboración para mejorar su calidad de vida. Señala que una comunidad que vio tan claramente su propio dolor tuvo dificultades para sentir su potencial. La teoría de los comunes a menudo se asocia con un alejamiento de la propiedad privada y las mercancías en la medida en que comienzan a dividir y alienar nuestros espacios y nuestras comunidades. En su libro, Re-Enchanting the World: Feminism and the Politics of the Commons, Federici define los bienes comunes como una reapropiación colectiva y una lucha colectiva contra las formas en que nos han dividido” y como una práctica de “poner más y más de tu vida fuera de los alcances de la mercantilización o la extracción. Ella argumenta que vivir en un mundo impulsado por la competencia y la prosperidad individual a expensas de los demás es una receta para la derrota. El capitalismo en el contexto de la calidad de vida, no ha logrado brindar un acceso equitativo a los recursos y no ha satisfecho las necesidades básicas de muchas poblaciones, dejándolas en contextos económicos, políticos y sociales vulnerables. Federici argumenta que The Commons puede ser una forma de oponerse al capitalismo trabajando juntos como un modo de supervivencia y prosperidad. Esta teoría, en los últimos años, se ha vuelto popular en las conversaciones sobre el cambio climático, ya que los recursos y espacios compartidos son formas de reducir los desechos, aumentar la densidad y promover espacios más verdes, sostenibles, transitables y accesibles para todos.

### Alojamiento
En Estados Unidos, a finales del siglo XIX, millones de inmigrantes que vivían en ciudades industriales comenzaron a trasladarse a suburbios que ofrecían mejores condiciones de vida. Después de la Segunda Guerra Mundial, la vida suburbana floreció, especialmente entre las familias blancas de ingresos medios, con la ayuda de los préstamos de la Administración Federal de Vivienda y las hipotecas VA que hicieron que las viviendas unifamiliares en estas áreas periféricas fueran mucho más asequibles. La fuga de blancos también desempeñó un papel importante en este movimiento de blancos hacia los suburbios cuando las familias negras se mudaron del sur a las ciudades del norte. Los urbanizadores comercializaban excesivamente los suburbios como barrios asequibles prefabricados, perfectos para familias nucleares, en los que los hombres trabajaban y las mujeres se ocupaban del trabajo doméstico. Betty Friedan, llamó a esta suposición de que las mujeres  cumplen solo con las tareas domésticas y el cuidado de los niños y niñas la mística femenina. Estos desarrollos habitacionales eran predominantemente dependientes del automóvil, alejados de los espacios comerciales, centros económicos y otros servicios, lo que aumentaba la dificultad de gestionar las tareas domésticas y las demandas profesionales. En consecuencia, esta separación estricta de la vivienda de las oportunidades laborales y los servicios sentó las bases para una división del trabajo por género más dramática. Las mujeres no podían acceder fácilmente a oportunidades laborales, participar en la vida política o socializar más allá de su entorno inmediato. Hoy, las tipologías habitacionales de los suburbios se mantienen, pero no responden adecuadamente a las realidades de las familias heterogéneas y de la vida contemporánea. La mayoría de las ciudades brindan más oportunidades para que las mujeres satisfagan la multiplicidad de demandas que se les imponen en términos de acceso a servicios en distancias más cortas que los suburbios o las áreas rurales. Sin embargo, a menudo las ciudades no están construidas para actividades de trabajo de cuidados y plantean múltiples barreras para la movilidad, la seguridad y el acceso equitativo de las mujeres a los espacios. Por ejemplo, la vivienda en las ciudades puede ser mucho más costosa, especialmente en áreas transitables y el transporte público sin las comodidades adecuadas puede impedir que las familias se muevan cómodamente. Además, la falta de espacios para el cuidado de niños en las oficinas puede impedir que hombres y mujeres equilibren las demandas de trabajo y paternidad. Muchas de las soluciones para responder a los problemas urbanos se han basado en el mercado, lo que requiere un pago adicional para acceder a servicios convenientes como cuidado de niños, vivienda segura o servicios en el vecindario. Además, los departamentos urbanos todavía luchan por responder a las necesidades cambiantes de las familias.
La vivienda tanto en entornos urbanos como suburbanos puede ser más igualitaria al responder a las necesidades de las familias de servicios asequibles, accesibles, sostenibles y bien interconectados, que permitan que tanto hombres como mujeres participen por igual en el trabajo doméstico y profesional compartido. Llevar el trabajo de cuidado a la vanguardia del diseño urbano y hacer que los servicios sean accesibles a distancia y diversas redes de transporte puede mejorar la calidad de vida de las familias urbanas y es una forma importante de promover la igualdad de acceso a los recursos y oportunidades para todos los géneros. Dolores Hayden argumentó que es necesaria una nueva forma más inclusiva de diseñar y pensar los hogares, los barrios y las ciudades para apoyar las actividades de las mujeres ocupadas. Para transformar la vivienda, Dolores Hayden establece que los hombres y las mujeres deben participar por igual en el trabajo remunerado y no remunerado, debemos eliminar la segregación en la vivienda por clase, raza, edad y otros factores, minimizar el trabajo doméstico no remunerado y el desperdicio, y maximizar las opciones de recreación. actividades sociales y necesidades básicas. Además de esto, los desarrollos habitacionales necesitan aplicar la teoría de los comunes para ofrecer espacios colectivos. Finalmente, todos los servicios deben ser accesibles a través de redes peatonales bien diseñadas y complementadas con otras necesidades de infraestructura, como sistemas de sombra, asientos, baños públicos, etc. En The Grand Domestic Revolution, Dolores Hayden describe múltiples proyectos desde el siglo XIX que han buscado socializar el trabajo doméstico y fomentar la colaboración en entornos domésticos.

### Gente
- Amy Dunckel Graglia
- Ana Falú
- Ángela Davis
- Ana Puigjaner
- Audrey Lorde
- bell hooks
- Charlotte Brontë
- Dolores Hayden
- Elizabeth Wilson
- Ellie Cosgrave
- Fabiola López Durán
- Hanna Arendt
- Jane Jacobs
- Jane Addams
- Juana Van Heeswijk
- Jill Valentine
- Leslie Kern- autora de Feminist City
- María Mies
- María Shéhérazade Giudici
- Melassina Fey Pierce
- Michelle Buckley
- Patricia Hill Collins
- Rosario Talevi
- Silvia Federico
- Tovi Fenster
- Yardena Tankel

### Publicaciones y organizaciones
- City: Rediscovering the Center by William H. Whyte
- The Ascent of Woman Series on Netflix
- HOMES (Homemakers Organization for a More Egalitarian Society).
- Aotearoa New Zealand - Women in Urbanism Advocacy Group
- Women Transforming Cities Vancouver advocacy group
- Miami Girls Foundation